# Vasishtha

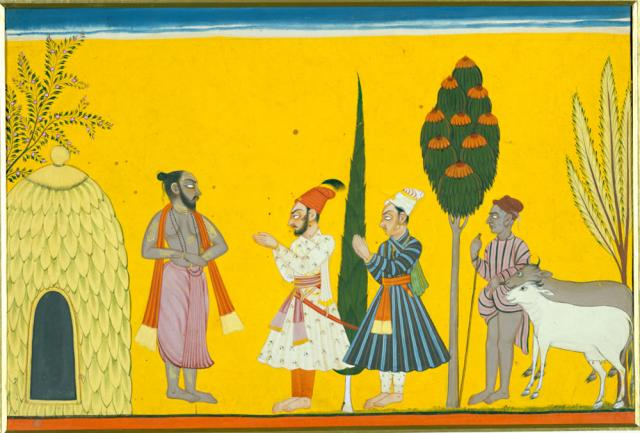
Vishvamitra besucht den Vasishtha, 18. Jahrhundert

Vasishtha (Sanskrit वसिष्ठ vasiṣṭha m. „der Wohlhabendste“) ist einer der sieben Weisen (saptarishi) im Hinduismus. In den klassischen indischen Schriften finden sich von Vasishtha unzählige Geschichten, die sich häufig widersprechen. Wie die anderen sieben Weisen bildet er einen der sieben Sterne des Großen Bären.

## Mythos
Im 7. Mandala des Rigveda, als dessen Verfasser Vasishtha angegeben wird, wird der Mythos um Vasishthas zweite Geburt erzählt. Hiernach war Vasishtha Berater des Königs Ikshvaku. Dessen Sohn Nimi verfluchte den Weisen, dass er seinen Körper verlieren solle, was auch geschah. Vasishtha wurde erneut inkarniert, nachdem Sperma der beiden Götter Mitra und Varuna beim Anblick der Apsaras Urvashi in einen Krug tropfte. Aus diesem kamen dann Vasishtha und sein Bruder Agastya hervor.
Vasishtha heiratete Arundhati, die durch ihre Treue zum Gatten und durch ihre Askese die anderen Frauen übertraf und deshalb als einzige Frau der sieben Weisen verstirnt wurde, und zwar als das Reiterlein im Großen Bären, während Vasishta in Mizar gesehen wird. Ansonsten ist die Zuordnung der sieben Sterne im Großen Bären zu den sieben Weisen nicht einheitlich angegeben.
Vasishtha war zusammen mit Vishvamitra Berater am Hofe von König Suda, der den Vasishtha bevorzugte, was den Neid von Vishvamitra hervorrief. Das indische Epos Mahabharata erzählt, wie Vishvamitra den Königssohn Kalmashapada dazu brachte, die hundert Söhne von Vasishtha zu töten. Dieser war auch im Besitze der Wunschkuh Nandini, die Vishvamitra erfolglos in seine Gewalt zu bringen versuchte. Allerdings werden die Sagen um die beiden Rivalen recht unterschiedlich überliefert.
Nach der südindischen Überlieferung besteht Vasishthas Askese darin, dass er in der Yogastellung des Baumes (vrikshasana) verharrt und dabei beständig schreit.